# Vogelschutzgebiet Klietzer Heide
Vogelschutzgebiet Klietzer Heide este o arie protejată (arie de protecție specială avifaunistică — SPA) din Germania întinsă pe o suprafață de 2.252 ha, integral pe uscat.

## Localizare
Centrul sitului Vogelschutzgebiet Klietzer Heide este situat la coordonatele 52°38′34″N 12°07′43″E / 52.6428°N 12.1286°E.

## Înființare
Situl Vogelschutzgebiet Klietzer Heide a fost declarat arie de protecție specială avifaunistică în noiembrie 1992 pentru a proteja 22 de specii de animale.

## Biodiversitate
Situată în ecoregiunea continentală, aria protejată nu include niciun habitat protejat.
La baza desemnării sitului se află mai multe specii protejate de  păsări (22): fâsă-de-câmp (Anthus campestris), caprimulg (Caprimulgus europaeus), erete cenușiu (Circus pygargus), prepeliță (Coturnix coturnix), ciocănitoare neagră (Dryocopus martius), presură de grădină (Emberiza hortulana), șoimul rândunelelor (Falco subbuteo), codalb (Haliaeetus albicilla), capîntortură (Jynx torquilla), sfrâncioc roșiatic (Lanius collurio), sfrâncioc mare (Lanius excubitor excubitor), ciocârlie de pădure (Lullula arborea), gaia neagră (Milvus migrans), gaia roșie (Milvus milvus), pietrar sur (Oenanthe oenanthe), vultur pescar (Pandion haliaetus), viespar (Pernis apivorus), mărăcinar (Saxicola rubetra), mărăcinar negru (Saxicola torquatus), turturică (Streptopelia turtur), silvie porumbacă (Sylvia nisoria), pupăză (Upupa epops).
Pe lângă speciile protejate, pe teritoriul sitului au mai fost identificate 1 specie de păsări.